# Scialuppe a mare
Scialuppe a mare (Away All Boats) è un film di guerra del 1956, diretto da Joseph Pevney. Tratto da una sceneggiatura di Ted Sherdeman, basata sul romanzo del 1953 di Kenneth M. Dodson, ufficiale di Marina durante la seconda guerra mondiale.

## Trama
Nel 1943, mentre nel Pacifico infuria la guerra, il capitano Hawks, un ufficiale di grande coraggio ed energia, assume il comando della "Belinda", una nuova nave da trasporto truppe da sbarco. L'equipaggio con cui si trova a fare i conti è composto da giovani senza alcuna esperienza. Il capitano Hawks deve fare in modo che i marinai siano pronti alla navigazione, ad affrontare il combattimento e gli orrori della guerra. Gli ufficiali che gli sono attorno non capiscono i suoi comportamenti e l'atmosfera è tesa. Ma Hawks, anche a costo della sua stessa vita, riuscirà a forgiare degli uomini veri, che si comporteranno egregiamente durante le battaglie.

## Produzione
La produzione avrebbe voluto come attore, per il ruolo principale, Clark Gable, ma poi fu scelto Jeff Chandler.
Le forze armate americane non erano rimaste soddisfatte per il loro ritratto negativo nei precedenti film: Da qui all'eternità e L'ammutinamento del Caine. La US Navy era preoccupata per il calo dei reclutamenti, così decise di dare piena collaborazione alla Universal Pictures, tra cui la possibilità di filmare le manovre militari avvenute nel marzo 1955, nei Caraibi.
Il film è stato girato a bordo della USS. Randall (APA-224) ed è uno dei pochi film realizzati in VistaVision in uno studio diverso dalla  Paramount.

## Curiosità
Un giovane Clint Eastwood fa una brevissima apparizione nelle vesti di un portaferiti.